# Louis Ameka
Louis Ameka Autchanga (ur. 3 października 1996 w Libreville) – gaboński piłkarz grający na pozycji ofensywnego pomocnika. Od 2023 jest zawodnikiem klubu TP Mazembe.

## Kariera klubowa
Swoją piłkarską karierę Ameka rozpoczął w klubie CF Mounana. W sezonie 2015/2016 zaliczył w jego barwach debiut w pierwszej lidze gabońskiej. W sezonach 2015/2016 i 2016/2017 wywalczył z nim dwa tytuły mistrza Gabonu. W CF Mounana grał do połowy sezonu 2018.
W lipcu 2018 Ameka przeszedł do francuskiego Chamois Niortais FC. Swój debiut w nim w Ligue 2 zanotował 27 lipca 2018 w zwycięskim 2:1 wyjazdowym meczu z Red Star FC. W Chamois Niortais występował do końca sezonu 2020/2021.
W sierpniu 2021 Ameka został zawodnikiem marokańskiego Maghrebu Fez. Swój debiut w nim zaliczył 12 września 2021 w zremisowanym 0:0 domowym spotkaniu z Renaissance Berkane.
W 2023 roku odszedł do TP Mazembe.
| Sezon   | Klub                  | Kraj                          | Rozgrywki                     | Mecze | Gole |
| ------- | --------------------- | ----------------------------- | ----------------------------- | ----- | ---- |
| 2015/16 | CF Mounana            | Gabon                         | Gabon Championnat National D1 | ?     | ?    |
| 2016/17 | CF Mounana            | Gabon                         | Gabon Championnat National D1 | ?     | 7    |
| 2018    | CF Mounana            | Gabon                         | Gabon Championnat National D1 | ?     | ?    |
| 2018/19 | Chamois Niortais FC   | Francja                       | Ligue 2                       | 22    | 2    |
| 2018/19 | Chamois Niortais FC B | Francja                       | CFA 2                         | 8     | 2    |
| 2019/20 | Chamois Niortais FC   | Francja                       | Ligue 2                       | 14    | 0    |
| 2019/20 | Chamois Niortais FC B | Francja                       | CFA 2                         | 4     | 1    |
| 2020/21 | Chamois Niortais FC   | Francja                       | Ligue 2                       | 15    | 0    |
| 2020/21 | Chamois Niortais FC B | Francja                       | CFA 2                         | 1     | 1    |
| 2021/22 | Maghreb Fez           | Maroko                        | Botola                        | 19    | 1    |
| 2022/23 | Maghreb Fez           | Maroko                        | Botola                        | 18    | 2    |
| 2023/24 | TP Mazembe            | Demokratyczna Republika Konga | Linafoot                      |       |      |

## Kariera reprezentacyjna
W reprezentacji Gabonu Ameka zadebiutował 10 czerwca 2017 w przegranym 1:2 meczu kwalifikacji do Pucharu Narodów Afryki 2019 z Mali, rozegranym w Bamako. W 2022 roku został powołany do kadry na Puchar Narodów Afryki 2021. Na tym turnieju rozegrał cztery mecze: grupowe z Komorami (1:0), z Ghaną (1:1) i z Marokiem (2:2) oraz w 1/8 finału z Burkiną Faso (1:1, k. 6:7).